# Stonemyia
Stonemyia là một chi ruồi thuộc họ Tabanidae. 

## Các loài
Chi Stonemyia có các loài sau đây:
- S. californica (Bigot, 1892)
- S. fera Williston, 1887
- S. isabellina (Wiedemann, 1828)
- S. rasa (Loew, 1869)
- S. tranquilla (Osten Sacken, 1875)
- S. velutina (Bigot, 1892)

Danh sách này không đầy đủ, bạn cũng có thể giúp mở rộng danh sách.